# Finna
Finna eller Finna.fi är en söktjänst för kultur- och vetenskapsmaterial i Finland, lanserad 2013. Finna förvaltas av Nationalbiblioteket i Helsingfors. Det katalogiserade materialet tillhandahålls av bland annat arkiv, bibliotek och museer.